# Мяндей
Мянде́й (тат. Мәндәй) — деревня в Азнакаевском районе Республики Татарстан, в составе Чубар-Абдулловского сельского поселения.

## География
Деревня находится на реке Мелля, в 43 км к северо-западу от районного центра, города Азнакаево.

## Население
| 1870 | 1897 | 1913 | 1920 | 1926 | 1938 | 1949 |
| ---- | ---- | ---- | ---- | ---- | ---- | ---- |
| 317  | ↗581 | ↗768 | ↘740 | ↘523 | ↗605 | ↘499 |
| 1958 | 1970 | 1989 | 2002 | 2010 | 2015 | 2021 |
| ↘441 | ↗508 | ↘177 | ↗217 | ↘193 | ↗194 | ↘172 |

Национальный состав села: татары.

## Религиозные объекты
В 2009 году открыта мечеть.